# Sharon Hill (Metro de Filadelfia)
Sharon Hill  es una estación terminal de la Ruta 102 de la línea Verde del Metro de Filadelfia. La estación se encuentra localizada en 1402 Chester Pike en Sharon Hill, Pensilvania.  La Autoridad de Transporte del Sureste de Pensilvania (por sus siglas en inglés SEPTA) es la encargada por el mantenimiento y administración de la estación.

## Descripción y servicios
La estación Sharon Hill cuenta con 1 plataforma lateral y 1 vía.

## Conexiones
La estación es abastecida por las siguientes conexiones: 
- Rutas de autobuses: 114 y 305